# Corsa (bướm đêm)
Corsa  là một chi bướm đêm thuộc họ Erebidae.